# Illdisposed
Illdisposed – duński zespół grający melodyjny death metal. Zespół został założony w 1991 roku. Ich pierwsze demo ukazało się w 1992 roku.

## Muzycy

### Obecny Skład zespołu
- Bo "Lillepik" Summer – śpiew (od 1991)
- Thomas "Muskelbux" Jensen – perkusja (od 2003)
- Jonas "Kloge" Mikkelsen – gitara basowa (od 2004)
- Jakob "Batten" Hansen – gitara basowa (1999–2003), gitara (od 2004)
- Franz "Hellboss" Gottschalk – gitara (od 2007)

### Byli członkowie
- Michael "Panzergeneral" Enevoldsen – perkusja (1991–1994)
- Hans Wagner – gitara (1991–1994)
- Morten Gilsted – gitara (1991–1996)
- Ronnie Raabjerg Bak – gitara basowa (1991–1998)
- Lasse Dennis Raabjerg Bak – gitara (1991–2005)
- Lars Hald – perkusja (1994–1995)
- Rolf Hansen – perkusja (1995–2001)
- Tore Mogensen – gitara (1996–2002)
- Martin Thim – gitara (2006–2007)

## Dyskografia

### Albumy studyjne
- Four Depressive Seasons (1993)
- Submit (1995)
- There's Something Rotten... In the State of Denmark (1997)
- Retro (2000)
- Kokaiinum (2001)
- 1-800 Vindication (2004)
- Burn Me Wicked (2006)
- The Prestige (2008)
- To Those Who Walk Behind Us (2009)[2] DNK #32[3]
- There Is Light (But It's Not For Me) (2011)[4]
- Sense of Darkness (2012)
- With the Lost Souls on Our Side (2014)

### Minialbumy
- Return from Tomorrow (1994)

### Kompilacje
- Helvede (1995)

### Dema
- The Winter of Our Discontempt (1992)
- Promo 2003 (2003)

## Wideografia
- We suck - Live Aarhus (2004)